# 警察庁 (大韓民国)
座標: 北緯37度33分48秒 東経126度58分03秒 / 北緯37.563330度 東経126.967482度
大韓民国警察庁（韓国語: 대한민국 경찰청、英語: Korean National Police Agency、略称: KNPA）は、大韓民国の行政機関のひとつ。警察制度の企画立案、韓国の公安に係る事案についての警察運営、警察活動の基盤である教養・通信・鑑識等に関する事務、警察行政に関する調整等を行う行政安全部の特別の機関である。

## 沿革
1991年に改組された韓国の警察法により設置された。

## 幹部

### 庁長
庁長は1人、各部局及び機関の事務を総括監督する。

### 次長
次長は1人、庁長を助け、庁務を整理し、各部局及び機関の事務を監督する。

### 組織
- 警察大学
- 警察人材開發院
- 中央警察学校
- 警察捜査研修院
- 警察病院

かっては地方の警察機構についても各市・道ごとの下部機関「地方警察庁」を通じて警察庁が直接管掌していたが、2021年1月の改正警察法により、各市・道警察庁に移管された。

## 定員ㆍ階級
| 定員       | 定員       | 1,820人 |
| ---------- | ---------- | ------- |
| 警察公務員 | 警察公務員 | 1,128人 |
|            | 治安総監   | 1人     |
|            | 治安正監   | 1人     |
|            | 治安監     | 10人    |
|            | 警務官     | 5人     |
|            | 総警       | 45人    |
|            | 警正       | ㆍ      |
|            | 警監       | ㆍ      |
|            | 警衛       | ㆍ      |
|            | 警査       | ㆍ      |
|            | 警長       | ㆍ      |
|            | 巡警       | ㆍ      |